# Dipartimento di Cuscatlán
Il dipartimento di Cuscatlán è uno dei 14 dipartimenti di El Salvador, istituito il 12 novembre 1861. Si trova nella parte centrale del paese.

## Comuni del dipartimento
- Candelaria
- Cojutepeque (capoluogo)
- El Carmen
- El Rosario
- Monte San Juan
- Oratorio de Concepción
- San Bartolomé Perulapía
- San Cristóbal
- San José Guayabal
- San Pedro Perulapán
- San Rafael Cedros
- San Ramón
- Santa Cruz Analquito
- Santa Cruz Michapa
- Suchitoto
- Tenancingo